# Saint-Martin-de-Castillon
Saint-Martin-de-Castillon este o comună în departamentul Vaucluse din sud-estul Franței. În 2009 avea o populație de 742 de locuitori.

## Evoluția populației
| An        | 1975 | 1982 | 1990 | 1999 | 2006 | 2009 |
| --------- | ---- | ---- | ---- | ---- | ---- | ---- |
| Populație | 449  | 528  | 526  | 563  | 739  | 742  |